# Championnat des îles Féroé de football 1993
Navigation
1. Deild 1992 1. Deild 1994
La saison 1993 du Championnat des îles Féroé de football était la 52e édition de la première division féroïenne à poule unique, la 1. Deild. Les dix meilleurs clubs du pays jouent les uns contre les autres à deux reprises durant la saison, à domicile et à l'extérieur. 
En fin de saison, les deux derniers du classement sont relégués et remplacés par les 2 meilleurs clubs de 2. Deild.
Après une 2e place obtenue l'année dernière (et un titre perdu à la différence de buts aux dépens du B68 Toftir), le GI Gota remporte le championnat cette saison en terminant en tête du classement, 3 points devant le HB Torshavn et 5 points devant le KÍ Klaksvík. Le tenant du titre, le B68 Toftir, ne termine qu'à la 6e place, à 12 points du GI Gota, qui remporte le 4e titre de son histoire.
Le champion, le vice-champion et le vainqueur de la Coupe des îles Féroé obtiennent leur qualification pour les compétitions européennes. Le GI Gota et le HB Torshavn obtiennent leur billet pour le tour préliminaire de la Coupe UEFA tandis que le B71 Sandoy, vainqueur de la Coupe, est qualifié pour la Coupe des Coupes.
En revanche, pour la relégation le VB Vagur, termine à la dernière place du classement et doit descendre en deuxième division ; il est accompagné par le LIF Leirvik.

## Les clubs participants
- B36 Tórshavn
- B68 Toftir - Tenant du Titre
- B71 Sandoy
- GI Gota
- HB Tórshavn
- IF Fuglafjordur - Promu de 2. Deild
- KÍ Klaksvík
- LIF Leirvik - Promu de 2. Deild
- TB Tvoroyri
- VB Vagur

## Compétition

### Classement
Le barème de points servant à établir le classement se décompose ainsi :
- Victoire : 2 points
- Match nul : 1 point
- Défaite : 0 point

| Rang | Équipe              | Pts | J  | G  | N | P  | Bp | Bc | Diff |
| ---- | ------------------- | --- | -- | -- | - | -- | -- | -- | ---- |
| 1    | GI Gota             | 28  | 18 | 11 | 6 | 1  | 32 | 14 | +18  |
| 2    | HB Torshavn         | 25  | 18 | 9  | 7 | 2  | 41 | 20 | +21  |
| 3    | KÍ Klaksvík         | 23  | 18 | 9  | 5 | 4  | 24 | 15 | +9   |
| 4    | B71 Sandoy (C)      | 23  | 18 | 10 | 3 | 5  | 30 | 26 | +4   |
| 5    | B36 Tórshavn        | 18  | 18 | 6  | 6 | 6  | 21 | 17 | +4   |
| 6    | B68 Toftir (T)      | 16  | 18 | 5  | 6 | 7  | 30 | 28 | +2   |
| 7    | TB Tvoroyri         | 14  | 18 | 4  | 6 | 8  | 24 | 30 | -6   |
| 8    | IF Fuglafjordur (P) | 13  | 18 | 5  | 3 | 10 | 27 | 41 | -14  |
| 9    | LIF Leirvik (P)     | 12  | 18 | 3  | 6 | 9  | 25 | 46 | -21  |
| 10   | VB Vagur            | 8   | 18 | 3  | 2 | 13 | 18 | 35 | -17  |

|  | Champion des Îles Féroé 1993                                                                     |
|  | Qualification pour la Coupe des Coupes 1994-1995                                                 |
|  | Relégation en 2. Deild                                                                           |
|  | (T) Tenant du titre (C) Vainqueur de la Coupe des îles Féroé (P) Club promu de deuxième division |

### Résultats[n 1]
| Résultats (▼dom., ►ext.) | B36 | B68 | B71 | GÍG | HB  | ÍF  | KÍ  | LÍF | TB  | VBV |
| B36 Tórshavn             |     | 0-0 | 0-2 | 0-2 | 1-1 | 3-1 | 0-1 | 4-1 | 2-0 | 2-0 |
| B68 Toftir               | 0-0 |     | 5-1 | 0-1 | 1-1 | 2-0 | 0-3 | 5-1 | 1-1 | 1-3 |
| B71 Sandoy               | 1-0 | 2-0 |     | 4-2 | 2-1 | 5-1 | 2-1 | 2-0 | 4-3 | 4-1 |
| GI Gota                  | 2-1 | 1-1 | 3-0 |     | 0-0 | 6-3 | 3-1 | 2-1 | 2-0 | 1-0 |
| HB Tórshavn              | 1-1 | 5-4 | 3-0 | 1-1 |     | 4-1 | 2-0 | 7-0 | 2-1 | 2-0 |
| IF Fuglafjordur          | 2-1 | 1-0 | 2-2 | 0-2 | 1-2 |     | 2-1 | 3-3 | 3-2 | 4-1 |
| KÍ Klaksvík              | 0-0 | 1-0 | 1-1 | 1-0 | 2-2 | 2-1 |     | 4-0 | 0-0 | 1-0 |
| LIF Leirvik              | 3-3 | 3-4 | 2-1 | 1-1 | 1-1 | 0-0 | 1-3 |     | 0-2 | 3-2 |
| TB Tvoroyri              | 0-2 | 2-2 | 1-0 | 1-1 | 2-5 | 3-0 | 1-1 | 1-4 |     | 1-1 |
| VB Vagur                 | 0-1 | 2-4 | 0-1 | 2-3 | 2-1 | 3-1 | 0-1 | 1-1 | 0-3 |     |

## Bilan de la saison
| Championnat des îles Féroé de football 1993  |                    |
| Champion                                     | GI Gota (4e titre) |
| Coupes et trophées                           |                    |
| Vainqueur de la Coupe des îles Féroé 1993    | B71 Sandoy         |
| Qualifications continentales                 |                    |
| Ligue des champions de l'UEFA 1994-1995      | Aucun              |
| Coupe des Coupes 1994-1995 Tour préliminaire | B71 Sandoy         |
| Coupe UEFA 1994-1995                         | GI Gota            |
| Coupe UEFA 1994-1995                         | HB Torshavn        |
| Promotions et relégations                    |                    |
| Promus en 1. deild                           | EB/Streymur        |
| Promus en 1. deild                           | NSI Runavik        |
| Relégués en 2. deild                         | LIF Leirvik        |
| Relégués en 2. deild                         | VB Vagur           |